# 拉韋吉奧河
45°54′19″N 8°58′35″E / 45.90516°N 8.97634°E

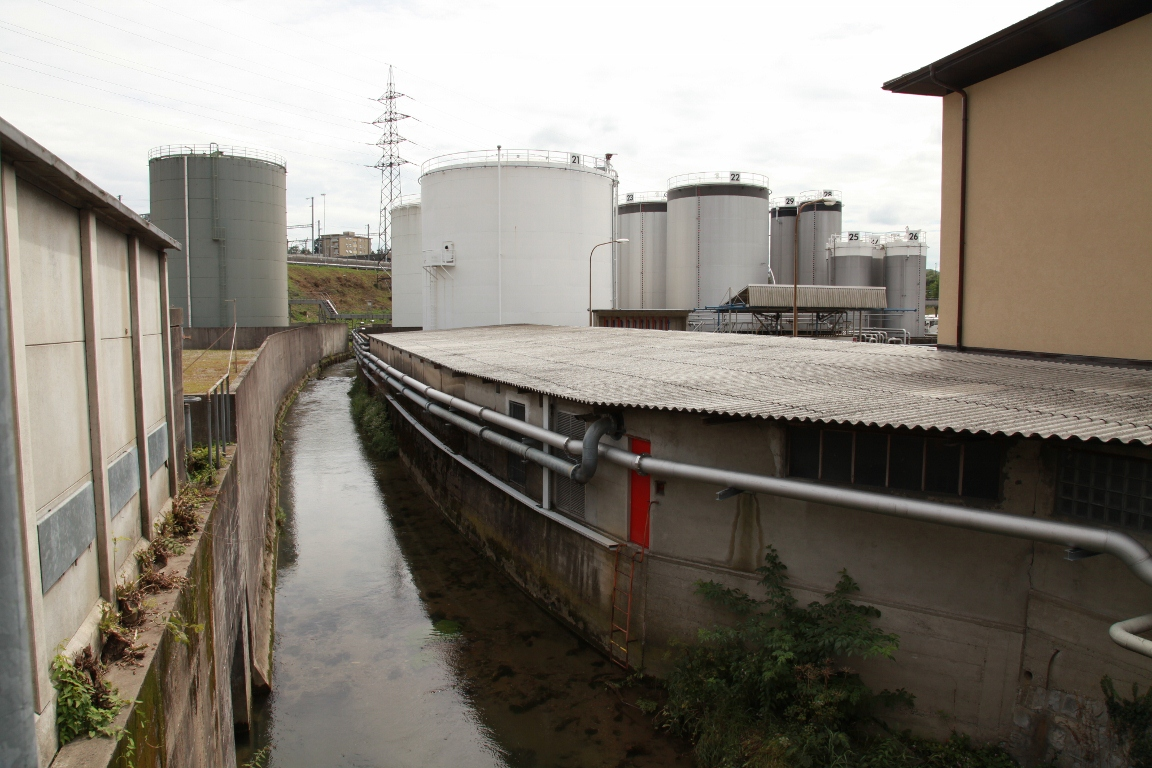

拉韋吉奧河是中歐的河流，流經意大利和瑞士，屬於特雷薩河的支流，河道全長10.7公里，流域面積31.1平方公里，發源自克利維奧，最終在聖維塔萊河村注入盧加諾湖。